# مهار هوایی

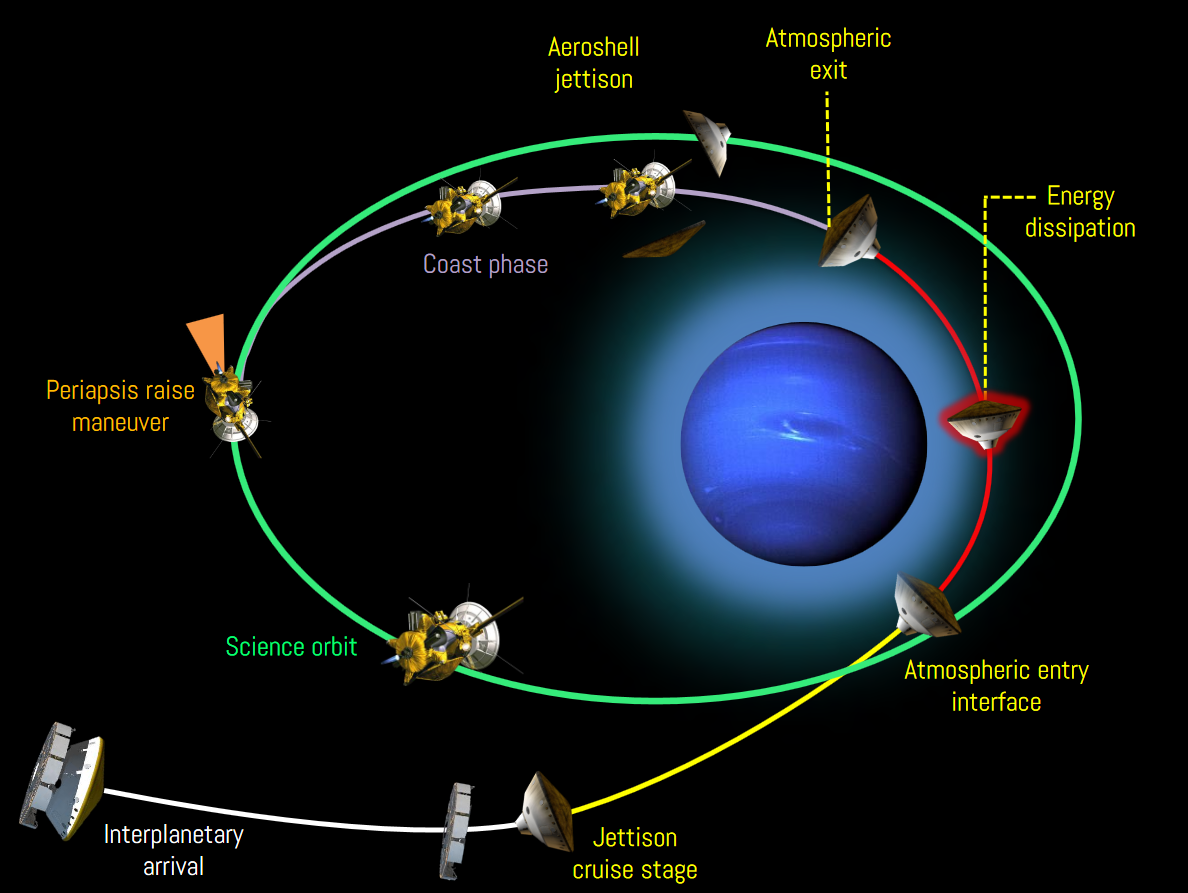
شماتیکی از مراحل مختلف مانور مهار هوایی. ارتفاع جوی به‌صورت اغراق‌آمیز برای وضوح بیشتر نمایش داده شده است.

مَهار هوایی (انگلیسی: Aerocapture) به فناوری یا فرآیندی اشاره دارد که در آن یک فضاپیما با استفاده از مقاومت جوی یک سیاره یا جسم آسمانی، سرعت خود را کاهش داده و وارد مدار هدف می‌شود.
به کمک مهار هوایی، سرعت فضاپیما هنگام عبور از نزدیکی یک جسم آسمانی با جو نسبتاً متراکم، کاهش می‌یابد تا وارد مدار آن جسم شود. نتیجه این مانور، قرار گرفتن فضاپیما در یک مدار بیضوی است که دیگر نمی‌تواند بدون نیروی اضافی از میدان گرانشی جسم آسمانی خارج شود.
مهار هوایی، در صورت استفاده موفقیت‌آمیز، می‌تواند هزینه و مصرف سوخت مأموریت‌های فضایی را به‌طور قابل توجهی کاهش دهد.
اگر جسم آسمانی فاقد جو قابل توجه باشد، امکان اجرای مهار هوایی وجود ندارد.
تا کنون، این روش تنها در دو مأموریت به‌کار گرفته شده است:
- کاوشگرهای زوند ۶ و زوند ۷ که پس از یک دور تقریباً کامل به دور زمین، با استفاده از مهار هوایی وارد جو شده و فرود آمدند.
- کاوشگر مارس ادیسی برنامه‌ریزی شده بود تا از این روش برای ورود به مدار مریخ استفاده کند، اما به‌جای آن از موتور موشکی برای کاهش سرعت بهره برد.

## فرایند مهار هوایی
۱- فضاپیما به جسم آسمانی آن‌قدر نزدیک می‌شود که وارد لایه‌های بالایی جو آن شود و به دلیل اصطکاک با جو، سرعتش کاهش یابد. این مانور نیازمند یک سپر حرارتی برای مقابله با گرمای شدید اصطکاک است.
۲- ارتفاع عبور فضاپیما بسیار حیاتی است:
- اگر ارتفاع عبور بیش از حد کم باشد، گرما و کاهش سرعت بیش از حد خواهد بود.
- اگر ارتفاع بیش از حد زیاد باشد، فضاپیما ممکن است از جو منحرف شده و به یک مسیر بی‌فایده وارد شود.

۳- پس از کاهش سرعت، فضاپیما وارد مدار بیضوی می‌شود. برای جلوگیری از بازگشت به جو در مدار بعدی و سقوط، فضاپیما باید با استفاده از موتور خود ارتفاع مدار را افزایش داده و نقطه حضیض (نزدیک‌ترین نقطه به سیاره) را به خارج از جو منتقل کند.
۴- در مواردی می‌توان از کاهش سرعت تدریجی در مدارهای بعدی با استفاده از اصطکاک جو (ترمز هوایی) برای اصلاح مدار و کاهش خروج از مرکزیت استفاده کرد.

## جزئیات
در مهار هوایی، جو یک سیاره یا ماه برای انجام یک مانور سریع و تقریباً بدون استفاده از سوخت جهت ورود به مدار علمی فضاپیما استفاده می‌شود. این مانور زمانی آغاز می‌شود که فضاپیما از مسیر ورودی بین‌سیاره‌ای وارد جو هدف می‌شود. کشش آیرودینامیکی ایجادشده هنگام نزول به جو، سرعت فضاپیما را کاهش می‌دهد. وقتی سرعت فضاپیما به حد کافی برای قرارگیری در مدار سیاره کاهش یافت، فضاپیما از جو خارج شده و در اولین نقطه اوج مدار با یک سوخت‌سوزی کوچک، کمترین ارتفاع مدار را به خارج از جو می‌برد. برای اصلاح خطاهای ارتفاع اوج و زاویه انحراف، ممکن است نیاز به سوخت‌سوزی‌های کوچک دیگری باشد تا مدار علمی اولیه برقرار شود.
در مقایسه با روش‌های سنتی ورود به مدار که به سوخت زیادی نیاز دارند، این روش تقریباً بدون استفاده از سوخت، می‌تواند جرم فضاپیما را به‌شدت کاهش دهد؛ زیرا بخش زیادی از جرم فضاپیما معمولاً به سوخت اختصاص می‌یابد. صرفه‌جویی در جرم سوخت، امکان افزودن ابزارهای علمی بیشتر به مأموریت را فراهم می‌کند، یا باعث طراحی فضاپیمایی کوچک‌تر و ارزان‌تر می‌شود که به موشک پرتابگر کوچک‌تر و اقتصادی‌تر نیاز دارد.
به دلیل گرمایش شدید آیرودینامیکی که در هنگام عبور از جو اتفاق می‌افتد، فضاپیما باید داخل یک پوسته محافظ حرارتی (سپر هوایی) یا سامانهٔ ورودی قابل بازشدن قرار گیرد. این پوسته حرارتی باید دارای سامانه‌ای برای محافظت در برابر حرارت باشد. همچنین فضاپیما نیازمند سیستم هدایت خودکار و حلقه‌بسته در طول مانور است تا بتواند مدار هدف را تنظیم کرده و در زمانی که انرژی کافی کاسته شده است، از جو خارج شود. برای جلوگیری از ورود بیش از حد به عمق جو یا خروج زودهنگام بدون کاهش انرژی کافی، از یک پوسته بالابرنده یا سامانه کنترل کشش استفاده می‌شود که می‌تواند سطح کشش‌زا را در حین پرواز تغییر دهد.
مطالعات نشان داده است که مهار هوایی با استفاده از وسایل ورودی موجود و مواد محافظ حرارتی، در سیاراتی مانند زهره، زمین، مریخ و قمر تیتان امکان‌پذیر است. در گذشته، برای مهار هوایی در اورانوس و نپتون، استفاده از وسایل با نسبت برآر به کشش (L/D) متوسط ضروری تصور می‌شد، به دلیل عدم قطعیت زیاد در وضعیت ورودی و پروفایل چگالی جو. اما پیشرفت‌های اخیر در هدایت بین‌سیاره‌ای و تکنیک‌های هدایت جوی نشان داده است که پوسته‌های کم-L/D قدیمی مانند مدل آپولو برای مهار هوایی در نپتون کافی هستند.
مهار هوایی در مشتری و زحل به‌عنوان یک هدف بلندمدت در نظر گرفته می‌شود، زیرا گرانش قوی این سیارات منجر به سرعت‌های ورود بسیار بالا و شرایط سخت حرارتی می‌شود که مهار هوایی را در این مکان‌ها کمتر جذاب و شاید غیرممکن می‌سازد. بااین‌حال، استفاده از کمک گرانشی هوایی در تیتان برای ورود یک فضاپیما به مدار زحل امکان‌پذیر است.

## مزایای مهار هوایی
فناوران ناسا در حال توسعه روش‌هایی هستند که با استفاده از آن‌ها بتوان وسایل نقلیه فضایی رباتیک را بدون نیاز به بار سنگین سوخت، که به‌طور سنتی عملکرد وسیله نقلیه، مدت مأموریت و جرم محموله‌های علمی را محدود کرده است، به مدارهای علمی طولانی‌مدت در مقاصد دوردست منظومه شمسی قرار داد.
مطالعه‌ای نشان داده است که استفاده از مهار هوایی به جای روش‌های دیگر (مانند سوخت‌سوزی و کاهش سرعت با جو) می‌تواند افزایش قابل توجهی در جرم محموله‌های علمی مأموریت‌ها ایجاد کند. این افزایش از ۷۹٪ در مأموریت‌های زهره، تا ۲۸۰٪ برای تایتان و ۸۳۲٪ برای نپتون متغیر است. علاوه بر این، این مطالعه نشان داد که فناوری مهار هوایی می‌تواند مأموریت‌های علمی مفیدی به مشتری و زحل را نیز ممکن سازد.
فناوری مهار هوایی همچنین برای مأموریت‌های سرنشین‌دار مریخ ارزیابی شده و مشخص شده است که مزایای جرمی قابل توجهی ارائه می‌دهد. با این حال، برای این کاربرد، مسیر فضاپیما باید به گونه‌ای تنظیم شود که از بارهای کاهشی بیش از حد بر روی خدمه جلوگیری شود. محدودیت‌های مشابهی برای مأموریت‌های رباتیک وجود دارد، اما محدودیت‌های انسانی به‌طور معمول سخت‌گیرانه‌تر هستند، به‌ویژه با توجه به اثرات بی‌وزنی طولانی‌مدت بر تحمل شتاب.

## طراحی فضاپیما برای مهار هوایی

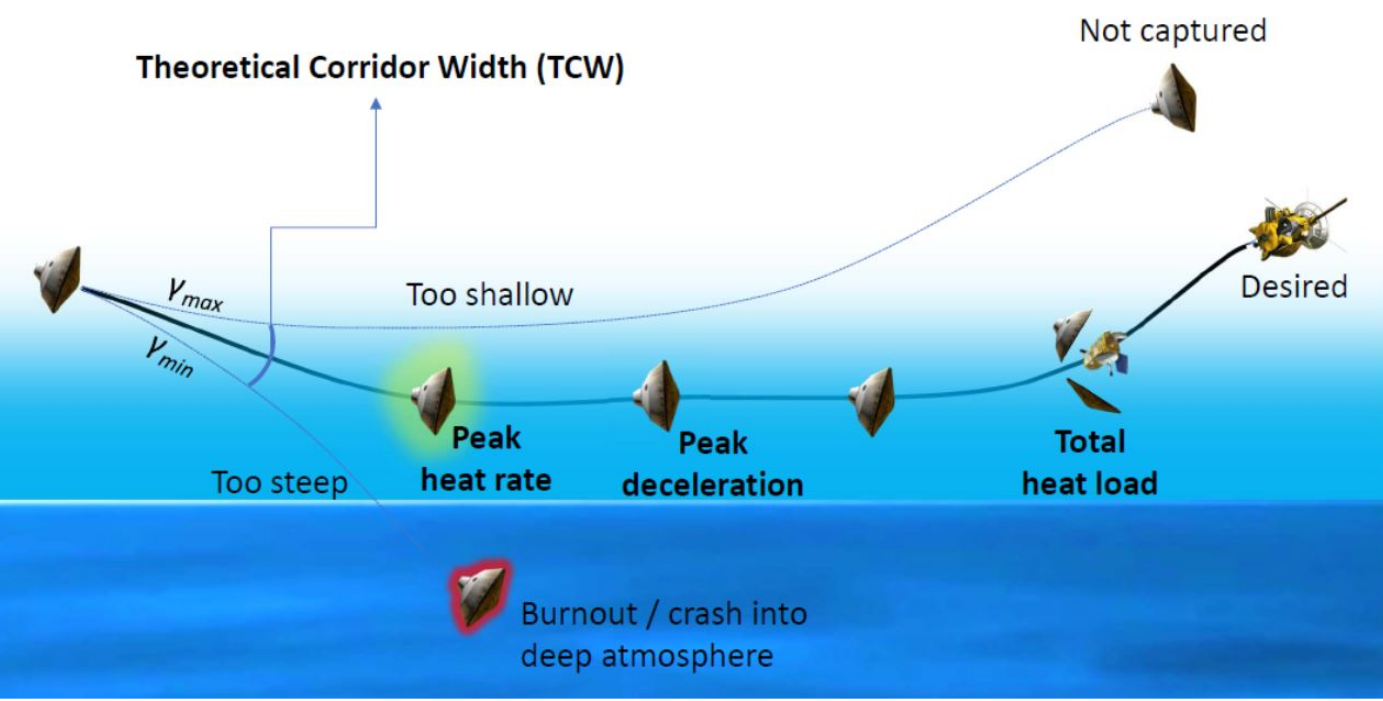
شماتیکی از راهرو ورودی فضاپیمای مهار هوایی

برای انجام مهار هوایی، فضاپیما باید وارد جو در راهروی نظری مهار هوایی شود. ورود بیش از حد شیب‌دار منجر به ناتوانی فضاپیما در خروج از جو می‌شود. ورود بیش از حد کم‌عمق باعث می‌شود که فضاپیما بدون کاهش کافی انرژی، از جو خارج شود. ورود در این راهرو به سامانه هدایت اجازه می‌دهد شرایط خروج مورد نظر برای مدار هدف را به دست آورد.
مانور مهار هوایی می‌تواند با استفاده از سه نوع سامانه اصلی انجام شود:
1. فضاپیما می‌تواند در ساختاری پوشیده از مواد محافظ حرارتی محصور شود که به طراحی پوسته سخت شناخته می‌شود.
2. گزینه دیگر استفاده از سامانه‌های بادشونده مانند سپر حرارتی بادشونده یا یک دامن کششی مکانیکی است.
3. گزینه سوم استفاده از یک بالوت (ترکیبی از بالون و چتر نجات) است که از مواد نازک و مقاوم ساخته شده و پس از باز شدن در خلأ فضا، پشت فضاپیما کشیده می‌شود.

### طراحی پوسته سخت با بدنه گِرد
سامانه پوسته سخت با بدنه گِرد فضاپیما را در یک پوسته محافظ قرار می‌دهد. این پوسته که سپر هوایی نامیده می‌شود، به‌عنوان یک سطح آیرودینامیکی عمل کرده و باعث ایجاد بالابر و کشش می‌شود و همچنین فضاپیما را در برابر گرمای شدید ناشی از پرواز با سرعت بالا در جو محافظت می‌کند. پس از قرارگیری فضاپیما در مدار، این پوسته جدا می‌شود.
ناسا در گذشته از سامانه‌های سپر هوایی برای مأموریت‌های ورود به جو استفاده کرده است. یکی از نمونه‌های اخیر این سامانه، کاوشگرهای مریخ روح و فرصت هستند که به‌ترتیب در ژوئن و ژوئیه ۲۰۰۳ پرتاب شدند و در ژانویه ۲۰۰۴ بر سطح مریخ فرود آمدند. نمونه دیگر، سفینهٔ فرماندهی آپولو است که از آن برای شش پرواز بدون سرنشین بین فوریه ۱۹۶۶ تا آوریل ۱۹۶۸ و یازده مأموریت سرنشین‌دار از آپولو ۷ (اکتبر ۱۹۶۸) تا آخرین مأموریت سرنشین‌دار آپولو ۱۷ (دسامبر ۱۹۷۲) استفاده شد. به دلیل تجربه گسترده در استفاده از این سیستم، طراحی آن به‌خوبی شناخته شده است. با این حال، تطبیق سپر هوایی برای مهار هوایی به جای ورود به جو نیازمند سفارشی‌سازی مواد محافظ حرارتی برای تحمل شرایط گرمایی متفاوت مهار هوایی است. همچنین استفاده از چسب‌های مقاوم در دماهای بالا و ساختارهای سبک و مقاوم به گرما برای کاهش جرم سامانه مهار هوایی ضروری است.

### طراحی سپر هوایی بادشونده یا بازشونده

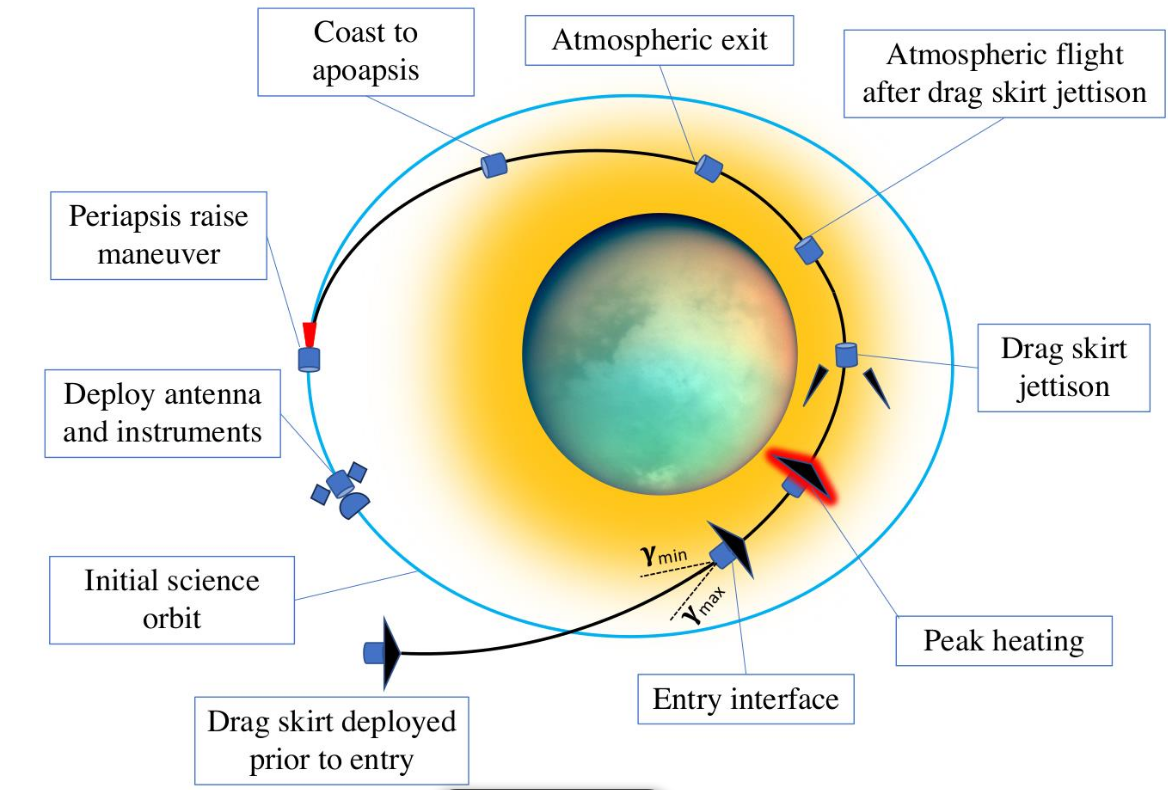
شماتیکی از مهار هوایی با کنترل کشش با استفاده از سپر هوایی بادشونده یا بازشونده

طراحی سپر هوایی بادشونده یا بازشونده مشابه سپر هوایی سنتی است، اما برخلاف سیستم‌های بالابرنده، این نوع سپر تولید نیروی برآ نمی‌کند. تنها متغیر کنترل‌شونده، سطح مقطع کششی است. سپر هوایی بادشونده به‌عنوان یک سیستم هیبریدی شناخته می‌شود که دارای یک نوک سفت و یک کاهش‌دهنده بادشونده متصل است که سطح کشش را افزایش می‌دهد. درست قبل از ورود به جو، سپر بادشونده از یک نوک سخت باز شده و سطح بیشتری را برای کاهش سرعت فضاپیما فراهم می‌کند. این سیستم از مواد نازک و مقاوم با پوشش پارچه سرامیکی ساخته شده است. سپر هوایی بادشونده، گرچه به اندازه بالوت دنباله‌دار بزرگ نیست، اما تقریباً سه برابر سپر سخت است و مهار هوایی را در ارتفاع بالاتری از جو انجام می‌دهد و بارهای حرارتی را کاهش می‌دهد. از آنجا که این سیستم بادشونده است، فضاپیما در طول پرتاب و پرواز در فضا محصور نمی‌شود که این امر انعطاف‌پذیری بیشتری در طراحی و عملیات فضاپیما فراهم می‌کند.

### طراحی بالوت دنباله‌دار
یکی از فناوری‌های اصلی کاهش سرعت بادشونده، بالوت دنباله‌دار است. این طراحی شامل یک کاهش‌دهنده چنبروار (شبیه به دونات) است که از مواد سبک و نازک ساخته شده است. بالوت بسیار بزرگ‌تر از فضاپیما بوده و همانند یک چتر نجات، در پشت فضاپیما کشیده می‌شود تا سرعت آن را کاهش دهد. طراحی دنباله‌دار همچنین امکان جدا شدن آسان پس از تکمیل مانور مهار هوایی را فراهم می‌کند. این طراحی نسبت به سپر سخت مزایای عملکردی دارد، مانند عدم محدودیت در اندازه و شکل فضاپیما و قرار گرفتن در معرض بارهای آیرودینامیکی و حرارتی کمتر. از آنجا که بالوت بسیار بزرگ‌تر از فضاپیما است، مهار هوایی در ارتفاع بالاتری از جو اتفاق می‌افتد و گرمای کمتری تولید می‌شود. بالوت بیشتر نیروها و گرما را تحمل می‌کند و به حداقل محافظ حرارتی برای فضاپیما نیاز است. یکی از مزایای اصلی بالوت، کاهش جرم است. جایی که سپر سخت ممکن است ۳۰ تا ۴۰ درصد جرم فضاپیما را تشکیل دهد، جرم بالوت می‌تواند به حدود ۸ تا ۱۲ درصد کاهش یابد و جرم بیشتری را برای تجهیزات علمی آزاد کند.

## کاربرد عملی
مهار هوایی هنوز در هیچ مأموریت سیاره‌ای به کار گرفته نشده است، اما مانور بازگشتی زونْد ۶ و زونْد ۷ هنگام بازگشت از ماه، به‌عنوان مهار هوایی عمل کردند، زیرا مدار آن‌ها از حالت هذلولوی به بیضوی تغییر یافت. در این مأموریت‌ها، به دلیل عدم تلاش برای افزایش ارتفاع حضیض پس از مهار هوایی، مدار نهایی همچنان جو را قطع می‌کرد و فضاپیما در نقطه حضیض بعدی وارد جو شد.
مهار هوایی برای مدارگرد مریخ مارس اودیسی برنامه‌ریزی شده بود، اما به دلیل کاهش هزینه و شباهت به دیگر مأموریت‌ها، این فناوری به ترمز جوی تغییر یافت.
مهار هوایی همچنین برای ورود به مدار قمر زحل، تیتان، پیشنهاد و تحلیل شده است.

## در داستان‌های علمی-تخیلی
مهار هوایی در داستان علمی-تخیلی را می‌توان در رمان ۲۰۱۰: ادیسه دو نوشته آرتور سی. کلارک مشاهده کرد، جایی که دو فضاپیما (یکی روسی و دیگری چینی) از مهار هوایی در جو مشتری برای کاهش سرعت اضافی خود و آماده‌سازی برای کاوش در قمرهای مشتری استفاده می‌کنند. این صحنه به‌صورت جلوه ویژه در فیلم ۲۰۱۰: سالی که ما ارتباط برقرار کردیم نمایش داده می‌شود، اما در فیلم تنها فضاپیمای روسی از مهار هوایی استفاده می‌کند و این مانور به اشتباه ترمز اتمسفری نامیده شده است.
بازیکنان بازی ویدئویی برنامه فضایی کربال نیز اغلب از مهار هوایی استفاده می‌کنند، به‌ویژه هنگام کاوش قمرهای سیاره گازی Jool (نماد مشتری در بازی).
در سریال تلویزیونی جهان دروازه ستارگان (Stargate Universe)، خلبان خودکار سفینه Destiny از مهار هوایی در جو یک سیاره گازی در حاشیه یک منظومه ستاره‌ای استفاده می‌کند. این مانور سفینه را به سمت ستاره‌ای در مرکز آن منظومه هدایت می‌کند.
در رمان علمی-تخیلی دانیل سوارز، معدنچیان سیارکی از یک سفینه ویژه مهار هوایی برای بازگشت اضطراری به زمین از سیارک ریوگو ۱۶۲۱۷۳ استفاده می‌کنند.

## روش‌های مرتبط
مهار هوایی بخشی از خانواده فناوری‌های «کمک هوایی» است که ناسا برای مأموریت‌های علمی به هر جرم سیاره‌ای با جو قابل توجه توسعه داده است. این مقصدها می‌توانند شامل مریخ، زهره، قمر زحل تیتان و دیگر بخش‌های منظومه شمسی باشند.
ترمز اتمسفری یکی دیگر از مانورهای کمک هوایی است که شباهت‌هایی با مهار هوایی دارد، اما تفاوت‌های مهمی نیز با آن دارد. در حالی که مهار هوایی برای وارد کردن فضاپیما به مدار از یک مسیر هذلولوی استفاده می‌شود، ترمز جوی برای کاهش اوج و حضیض فضاپیمایی که از قبل در مدار قرار دارد، به کار می‌رود.
|                   | مهار هوایی                        | ترمز اتمسفری                              |
| ----------------- | --------------------------------- | ----------------------------------------- |
| مسیر اولیه        | بین‌سیاره‌ای                        | مدار بالا                                 |
| تعداد عبورهای جوی | ۱ عبور در مدت چند ساعت تا چند روز | ۱۰۰ تا ۴۰۰ عبور در طی چند هفته تا چند ماه |
| عمق ورود به جو    | لایه‌های نسبتاً متراکم جو میانی     | جو بیرونی و کم‌تراکم                       |
| نیاز به تجهیزات   | سپر حرارتی سنگین                  | بدون سپر حرارتی                           |

## نرم‌افزار
- ابزار تحلیل مأموریت مهار هوایی (AMAT) قابلیت تحلیل سریع مأموریت‌های مهار هوایی و ورود، فرود و نشستن (EDL) برای مقصدهای دارای جو در منظومه خورشیدی را ارائه می‌دهد.